# Cistina reduttasi
La cistina reduttasi è un enzima appartenente alla classe delle ossidoreduttasi, che catalizza la seguente reazione:
2 L-cisteina + NAD+ ⇄ L-cistina + NADH + H+